# Robert Espeseth
Robert Douglas "Bob" Espeseth Jr. (ur. 25 października 1953 w Filadelfii) – amerykański wioślarz, brązowy medalista igrzysk olimpijskich i dwukrotny medalista mistrzostw świata.

## Kariera
Wystartował na igrzyskach olimpijskich w Los Angeles w 1984, gdzie osada USA w składzie: Kevin Still, Robert Espeseth i Doug Herland (sternik) zdobyła brązowy medal w dwójkach ze sternikiem. W finale uplasowali się o 6,82 sekundy za Włochami i o 1,60 sekundy za Rumunami. Na rozgrywanych cztery lata później igrzyskach olimpijskich w Seulu w tej samej konkurencji zajął 11. miejsce. 
Dwukrotnie zdobywał medale w czwórkach bez sternika: złoty na mistrzostwach świata w Nottingham (1986) i brązowy na mistrzostwach świata w Kopenhadze (1987). Był także czwarty w czwórkach ze sternikiem na mistrzostwach świata w Bledzie (1979), gdzie Amerykanie przegrali walkę o podium z osadą RFN o 0,02 sekundy. 
Studiował administrację na University of Wisconsin-Madison. MBA uzyskał na Uniwersytecie Illinois w Urbanie i Champaign. Po zakończeniu kariery został trenerem wioślarstwa.